# Gadori (Guidiguir)
Gadori (auch: Gadobi) ist ein Dorf in der Landgemeinde Guidiguir in Niger.

## Geographie
Das von einem traditionellen Ortsvorsteher (chef traditionnel) geleitete Dorf befindet sich rund 16 Kilometer nördlich des Hauptorts Guidiguir der gleichnamigen Landgemeinde, die zum Departement Gouré in der Region Zinder gehört. Zu weiteren Siedlungen in der Umgebung von Gadori zählen Wargalé im Nordwesten, Arnadi im Südosten und Dietkori Dinikourou im Westen.
Gadori liegt in der Landschaft Mounio. Diese ist in der Gegend um das Dorf von großen Transversaldünen geprägt. Es herrscht das Klima der Sahelzone vor, mit einer durchschnittlichen jährlichen Niederschlagsmenge zwischen 300 und 400 mm.

## Bevölkerung
Bei der Volkszählung 2012 hatte Gadori 1048 Einwohner, die in 178 Haushalten lebten. Bei der Volkszählung 2001 betrug die Einwohnerzahl 617 in 123 Haushalten und bei der Volkszählung 1988 belief sich die Einwohnerzahl auf 465 in 97 Haushalten.
Die Bevölkerungsdichte in diesem Gebiet ist mit über 100 Einwohnern je Quadratkilometer hoch.

## Wirtschaft und Infrastruktur
Das Gebiet der Ebenen im Süden der Region Zinder, in dem Gadori liegt, ist von einer anhaltenden Degradation der ackerbaulichen Flächen gekennzeichnet, die mit der hohen Bevölkerungsdichte in Zusammenhang steht. Im Dorf wird ein Wochenmarkt abgehalten. Der Markttag ist Samstag. Mit einem Centre de Santé Intégré (CSI) ist in Gadori ein Gesundheitszentrum vorhanden. Es gibt eine Schule.